# RAP1A
RAP1A (англ. RAP1A, member of RAS oncogene family) – білок, який кодується однойменним геном, розташованим у людей на короткому плечі 1-ї хромосоми. Довжина поліпептидного ланцюга білка становить 184 амінокислот, а молекулярна маса — 20 987.
| 10         |  | 20         |  | 30         |  | 40         |  | 50         |
| ---------- |  | ---------- |  | ---------- |  | ---------- |  | ---------- |
| MREYKLVVLG |  | SGGVGKSALT |  | VQFVQGIFVE |  | KYDPTIEDSY |  | RKQVEVDCQQ |
| CMLEILDTAG |  | TEQFTAMRDL |  | YMKNGQGFAL |  | VYSITAQSTF |  | NDLQDLREQI |
| LRVKDTEDVP |  | MILVGNKCDL |  | EDERVVGKEQ |  | GQNLARQWCN |  | CAFLESSAKS |
| KINVNEIFYD |  | LVRQINRKTP |  | VEKKKPKKKS |  | CLLL       |  |            |

A: Аланін

C: Цистеїн

D: Аспарагінова кислота

E: Глутамінова кислота

F: Фенілаланін

G: Гліцин

I: Ізолейцин

K: Лізин

L: Лейцин

M: Метіонін

N: Аспарагін

P: Пролін

Q: Глутамін

R: Аргінін

S: Серин

T: Треонін

V: Валін

W: Триптофан

Задіяний у такому біологічному процесі як нейрогенез. 
Білок має сайт для зв'язування з нуклеотидами, ГТФ. 
Локалізований у клітинній мембрані, цитоплазмі, мембрані, клітинних контактах, ендосомах.